# سیارک ۱۸۸۵۱
سیارک ۱۸۸۵۱ (به انگلیسی: 18851 Winmesser، نامگذاری:1999RP84) هجده هزار و هشتصد و پنجاه و یکمین سیارک کشف شده‌است که در ۷ سپتامبر ۱۹۹۹ کشف شد.
قدر مطلق سیارک برابر ۱۸.۶ است.